# Jordi Savall
Jordi Savall i Bernadet (IPA: [ˈʒɔrði səˈβaʎ i βərnəˈðɛt]) (Igualada, 1º agosto 1941) è un gambista, violoncellista, direttore d'orchestra e musicologo spagnolo.

## Biografia
Durante l'infanzia compie i primi studi musicali presso il coro infantile della sua città natale, per poi proseguirli con lo studio del violoncello, fino al conseguimento del diploma, conseguito presso il Conservatorio di Barcellona, il prestigioso Liceu Musical nel 1964.
A metà degli anni Sessanta, comincia lo studio autodidatta della viola da gamba e della musica antica, esibendosi spesso con l'ensemble musicale Ars Musicae, iscrivendosi nel 1968 ai corsi di perfezionamento della Schola Cantorum Basiliensis, a Basilea, in Svizzera. Nel 1973, subentrò ad August Wenzinger nella direzione dell'ensemble Basiliense, e dallo stesso anno incominciò nella città svizzera la sua attività didattica, tenendovi corsi e master class.

## Hespèrion XXI
Nel 1974 Savall ha fondato assieme alla moglie Montserrat Figueras, a Lorenzo Alpert e a Hopkinson Smith l'ensemble Hespèrion XX, poi ribattezzato Hespèrion XXI dall'anno 2000, che ha per scopo la riscoperta, la valorizzazione e la diffusione del patrimonio musicale dell'Europa del Mediterraneo dall'antichità al XVIII secolo.
Hesperia era infatti il nome latino di una regione europea comprendente l'Italia, la penisola iberica e la Francia Meridionale.
La discografia dell'ensemble comprende varie incisioni di musiche del periodo antico tratte da manoscritti medievali (come il Llibre Vermell de Montserrat, il Cancionero de palacio, il Cancioniero de la colombina e il Manuscrit du Roi), ma anche di compositori del periodo rinascimentale e barocco spagnolo (Antonio de Cabezón, Juan Cabanilles, Juan del Encina), francese (François Couperin), inglese (John Dowland, Anthony Holborne, Henry Purcell), tedesco (Samuel Scheidt) e italiano. In talune registrazioni l'ensemble si unisce a La Capella Reial de Catalunya.
Il gruppo ha dato spazio anche alla tradizione musicale sefardita, a quella araba, nonché alla riscoperta dei villancicos del patrimonio melodico e vocale dell'America Latina. Più recentemente, l'Hespèrion XXI ha affrontato il repertorio di autori di paesi variamente collegati all'area mediterranea, come la Turchia.

## La Capella Reial de Catalunya
Nel 1987, Savall e Montserrat Figueras fondano la Capella Reial de Catalunya, ispirandosi al modello delle grandi cappelle reali dei vari regni che componevano la nazione spagnola dal Medioevo e nel Rinascimento. Il repertorio è incentrato principalmente sulla musica antica spagnola dall'epoca mozarabica al Siglo de Oro e ha prodotto una discografia di oltre venticinque CD, che spaziano dalle Cantigas di Alfonso el Sabio ai Cancioneros del Siglo de Oro.
Recentemente, per il 500º anniversario della morte di Isabella di Castiglia, l'ensemble si è cimentato su partiture raccolte in una silloge musicale, ricostruita dallo stesso Savall, con l'intento di ricostruire l'atmosfera delle corti itineranti della fine del Medioevo: nel Cd dedicato alla sovrana, compaiono brani provenienti da vari paesi d'Europa, e che riflettono la complessità delle influenze musicali presenti nella Spagna di mezzo millennio fa, dove si incontravano musicisti fiamminghi, portoghesi, andalusi, sefarditi e italiani.

## Le Concert des Nations
Nel 1989 nasce, per volontà di Jordi Savall, l'ensemble Concert des Nations, che prende il nome dall'opera di François Couperin intitolata, appunto, Les Nations. L'ensemble si avvale della collaborazione di importanti musicisti del panorama europeo, quali Ton Koopman, Andrew Lawrence-King e Fabio Biondi, e si pone come obiettivo di proporre le opere dei grandi musicisti europei secondo un'interpretazione rinnovata, ma seguendo una prospettiva storica rigorosa. L'orchestra ha proposto prime incisioni di musiche scritte per l'orchestra di Luigi XIII, nonché di opere di Marc-Antoine Charpentier, Bach, Vivaldi, e la raccolta completa delle suites di Marin Marais.
Nel 2014 dirige Farnace di Vivaldi al Gran Teatre del Liceu di Barcellona con Sara Mingardo.

## L'etichetta discografica Alia Vox
Dal 1998, il lavoro di ricerca e di esecuzione musicale di Savall e dei suoi collaboratori confluisce nei cd dell'etichetta Alia Vox, da lui fondata. Il significato latino del nome della casa discografica, letteralmente "voce altra", rimanda alla volontà di Savall di offrire al pubblico un repertorio musicale inusuale, ma ben ancorato alla tradizione musicale del passato. I compact disc si contraddistinguono per un'elevata cura editoriale e per la reperibilità anche in tecnica SACD.

## Savall e il cinema
Nel 1991, Savall dirige e cura la colonna sonora del film di Alain Corneau Tous les matins du monde, raggiungendo un pubblico più vasto di quello che frequenta le sale da concerto.
Nel 1997, al musicista catalano viene affidata dalla regista Véra Belmont la direzione musicale del film Marquise, con Sophie Marceau, basato sulla storia della marchesa Thérèse de Gorla, attrice e ballerina, amante di Molière e di Racine, scomparsa a soli 35 anni in circostanze mai chiarite, e nel 1998 del film Secret défense.

## Famiglia
Jordi Savall è stato sposato, dal 1968 fino alla morte di lei nel 2011, con Montserrat Figueras, soprano catalano e interprete, assieme ad altri collaboratori, di molti cd editi da Alia Vox.
La coppia ha avuto due figli: Arianna (1972), arpista, e cantante, e Ferran (1979), tiorbista, liutista e cantante. Insieme, nel 2005, hanno realizzato un album, intitolato Del Temps y del Instant, sorta di autobiografia in musica della famiglia Savall.

## Premi e riconoscimenti
- Ufficiale de l'Ordre des Arts et Lettres (1988)
- Creu de Sant Jordi (1990)
- Musicista dell'anno per Le Monde de la Musique (1992)
- Solista dell'anno per Victoires de la Musique (1993)
- Médaille d'Or des Beaux Arts (1998)
- Membro onorario della Konzerthaus di Vienna (1999)
- Dottore Honoris Causa dell'Università Cattolica di Lovanio (2002)
- Victoire de la musique per la carriera musicale (2002)
- Medaglia d'Oro del Parlament de Catalunya (2003)
- Premio d'onore della Deutsche Schallplattenkritik (2003)
- Laurea honoris causa dell'Università di Barcellona (2006)
- UNESCO Artist for Peace insieme a Montserrat Figueras (2008)
- Ambasciatore dell'Unione Europea per il dialogo interculturale (2008)
- Handel Music Prize di Halle (Saale) in Germania (2009)
- Grammy Award for Best Small Ensemble Performance 2011 per Dinastia Borja, (direttore dell'Hespèrion XXI) Alia Vox (2010)
- Premio musicale Léonie Sonning 2012
- Legion d'onore francese (2013)
- Laurea honoris causa dell'Università di Basilea (2013)
- Medalla d'Or de la Generalitat de Catalunya (2014)

## Discografia
Jordi Savall ha realizzato numerose incisioni discografiche come direttore dell'ensemble Hespèrion XXI, de La Capella Reial de Catalunya e de Le Concert des Nations. Qui elenchiamo solo le registrazioni da solista (le altre sono elencate nelle rispettive voci).
- 1974 - Claudio Monteverdi,  L'Orfeo, con Jürgen Jürgens –	Archiv Produktion – 2723 018 (3 x LP)
- 1975 - Marin Marais, Pièces de viole du second livre, 1721, con Anne Gallet e Hopkinson Smith (Astrée)
- 1975 - François Couperin, Pièces de violes, 1728, con Ton Koopman e Ariane Maurette (Astrée)
- 1976 - Monsieur de Sainte Colombe, Concerts à deux violes esgales, con Wieland Kuijken (Astrée)
- 1976 - Louis de Caix d'Hervelois, Pièces de viole, avec la Basse-continuë, 1e et 3e livres, con Ton Koopman, Ariane Maurette, Hopkinson Smith (Astrée)
- 1976 - Monsieur de Machy, Pièces de Violle (Astrée)
- 1976 - Robert Dowland, A musicall banquet, 1610, con Nigel Rogers e Anthony Bailes (EMI "Reflexe")
- 1977 - Michel de La Barre, Pièces pour la flute traversière avec la basse continue, 1710, con Stephen Preston, Blandine Verlet e Hopkinson Smith (Astrée)
- 1977 - Antoine Forqueray, Pièces de viole avec la basse continuë, con Ton Koopman e Christophe Coin (Astrée)
- 1977 - Johann Sebastian Bach, 3 Sonaten für Viola da gamba und Cembalo BWV 1027-1029, con Ton Koopman (EMI "Reflexe")
- 1978 - The Punckes delight and other seventeenth century English music for viol and keyboard, con Trevor Pinnock (Argo)
- 1978 - Georg Philipp Telemann, Pariser Quartette, con Hans-Martin Linde, Lucy van Dael, Alan Curtis, Pere Ros (EMI "Reflexe")
- 1978 - Marin Marais, Pièces à deux violes du premier livre, 1686, con Christophe Coin, Ton Koopman e Hopkinson Smith (Astrée)
- 1979 - Orlando Gibbons, Fantaisies royales, con Christophe Coin, Sergi Casademunt e Johannes Sonnleitner (Astrée)
- 1979 - Lessons for the lyra violl (Astrée)
- 1979 - John Coprario, Consort Musicke, con Christophe Coin e Sergi Casademunt (Astrée)
- 1982 - Tobias Hume, Musicall Humors (Astrée)
- 1983 - Girolamo Frescobaldi, Arie e canzone con Montserrat Figueras, Ton Koopman, Bruce Dickey (Philips)
- 1983 - Giulio Caccini, Le Nuove Musiche, Firenze 1601 – Nuove Musiche e nuova maniera di scriverle Firenze 1614 con la Schola Cantorum Basiliensis (Deutsche Harmonia Mundi)
- 1983 - Marin Marais, Pièces de Viole du 5e Livre, 1725, con Ton Koopman e Hopkinson Smith
- 1984 - Luis de Milán, El maestro II. Sonetos, villancicos y romances, con Hopkinson Smith e Montserrat Figueras (Astrée)
- 1989 - Diego Ortiz, Recercadas del Trattado de Glosas, 1535, con Ton Koopman, Lorenz Duftschmid, Rolf Lislevand, Paolo Pandolfo, Andrew Lawrence-King (Astrée)
- 1992 - Marin Marais, Pièces de Viole du 3e Livre, 1711, con Ton Koopman e Hopkinson Smith (Astrée)
- 1992 - Monsieur de Sainte Colombe, Concerts à Deux Violes Egales, II, con Wieland Kuijken (Astrée)
- 1992 - Tarquinio Merula, Arie e Capricci a Voce Sola, con Montserrat Figueras e altri (Astrée)
- 1994 - Luis de Milán, Fantasies, Pavanes & Gallardes, con Andrew Lawrence-King e altri (Astrée)
- 1994 - La Lira d'Espéria - The Medieval Fiddle, con Pedro Estevan (Astrée)
- 1995 - Claudio Monteverdi, Madrigali Guerrieri Et Amorosi (Libro Ottavo), La Capella Reial De Catalunya, Astrée Auvidis
- 1998 - Les Voix Humaines (Alia Vox)
- 2000 - Johann Sebastian Bach, Die Sonaten für Viola da gamba und Cembalo, con Ton Koopman (Astrée)
- 2003 - Monsieur de Sainte Colombe le Fils, Pièces de viole - Six Suittes & Tombeau (Alia Vox, 2CD)
- 2003 - Marin Marais, Pièces de viole du Second Livre, 1701 (Alia Vox)
- 2004 - Tobias Hume, Musicall Humours (Alia Vox)
- 2005 - Del Temps y del Instant, con Montserrat Figueras e altri (Alia Vox)